# Oologie
L'oologie ou ovologie est la branche de la zoologie qui a pour objet l'étude de la formation de l'œuf et de son développement primitif, particulièrement les œufs d'oiseaux. L'oologie comprend également l'étude de nids d'oiseaux. 
Le mot a une origine grecque ωολογία (ωό œuf + λογία science).

## Ornithologie
Beaucoup d'ornithologues ont développé cette branche en Angleterre : Colin Watson, en France Jacques Perrin de Brichambaut, René de Naurois, Henri Heim de Balsac. Pour ces trois derniers, leurs collections sont conservées au Muséum de Toulouse soit plus de 15 000 œufs.

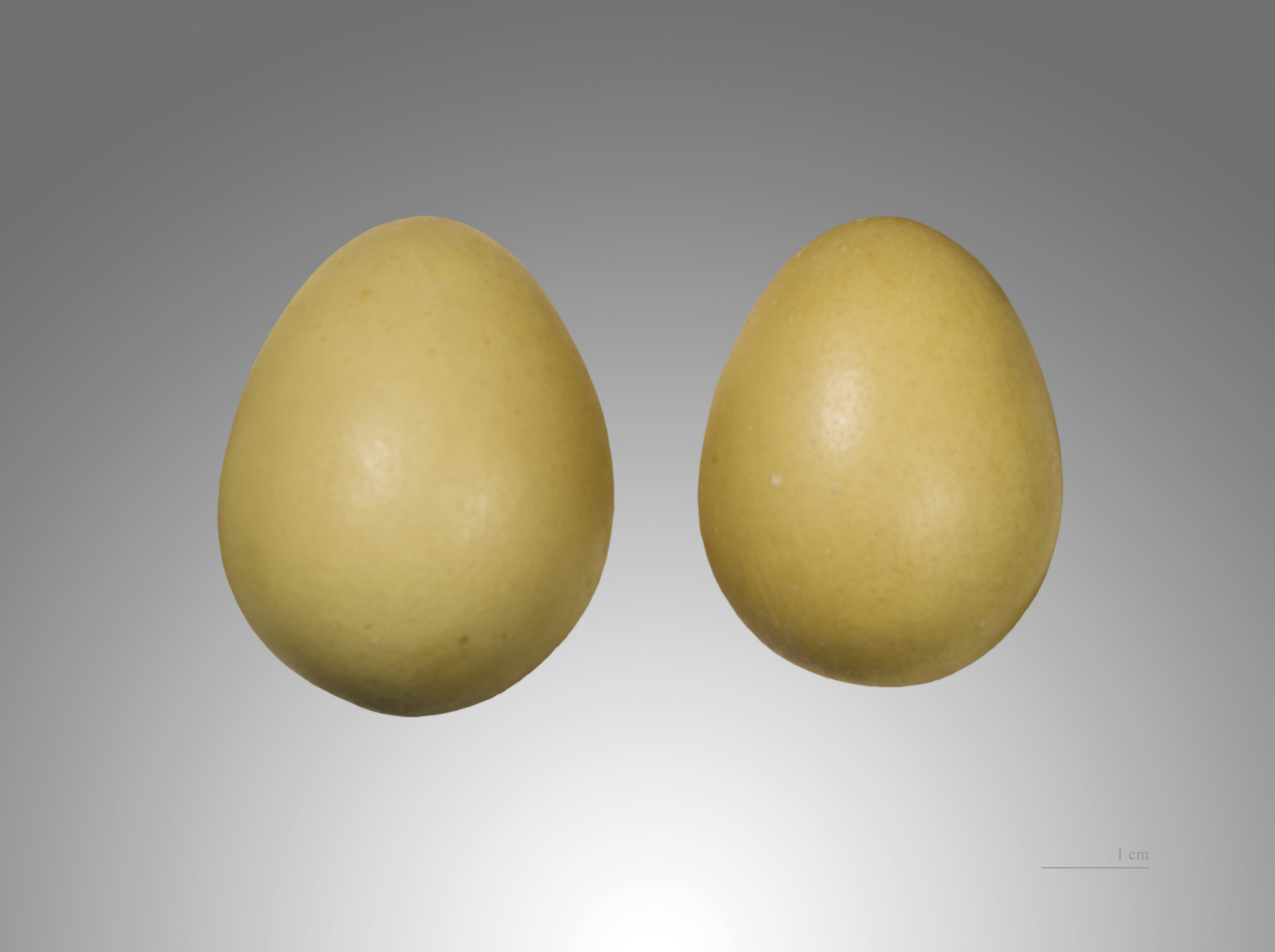
Francolin noir - Muséum de Toulouse
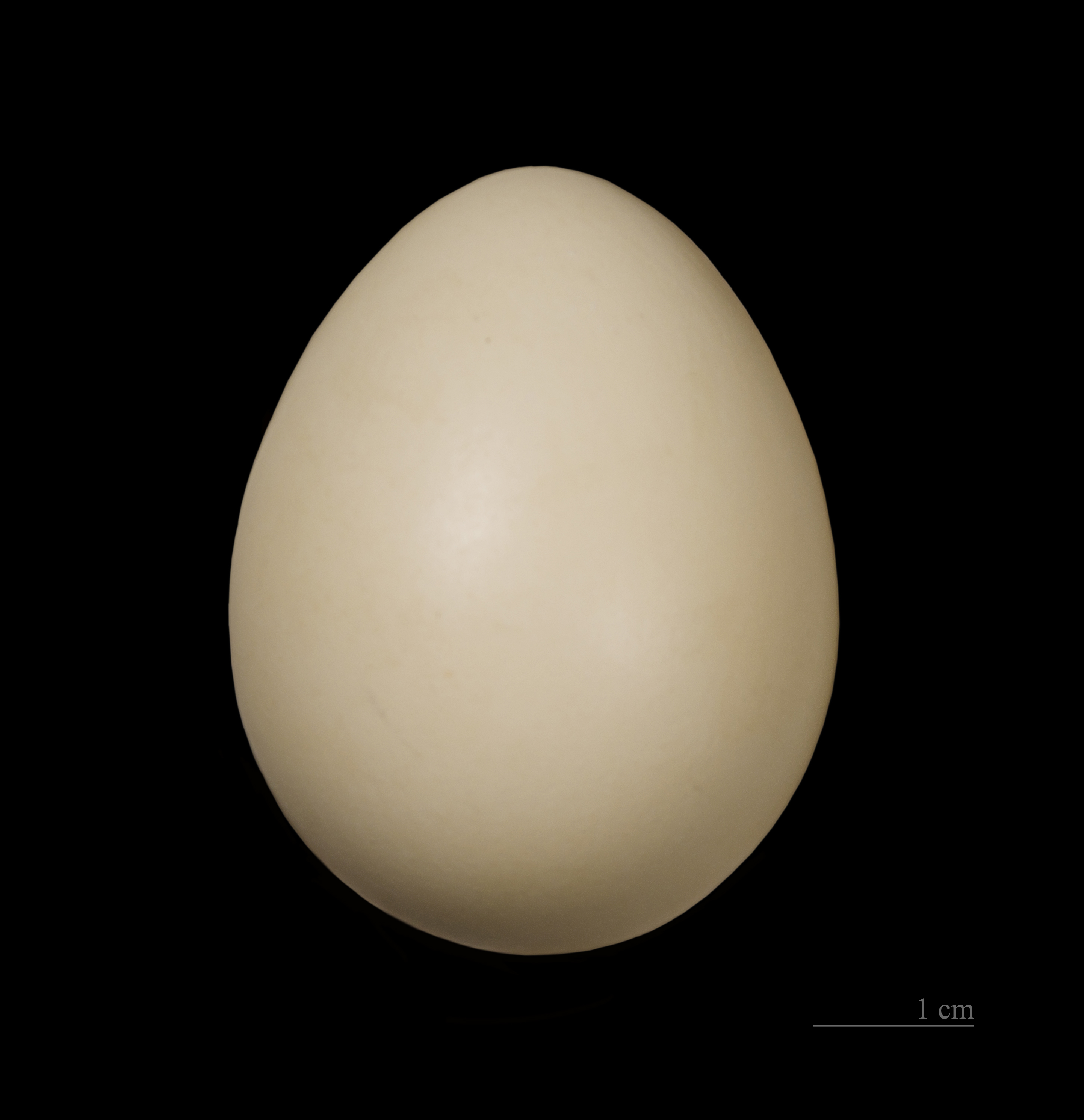
Coq de Sonnerat - Muséum de Toulouse
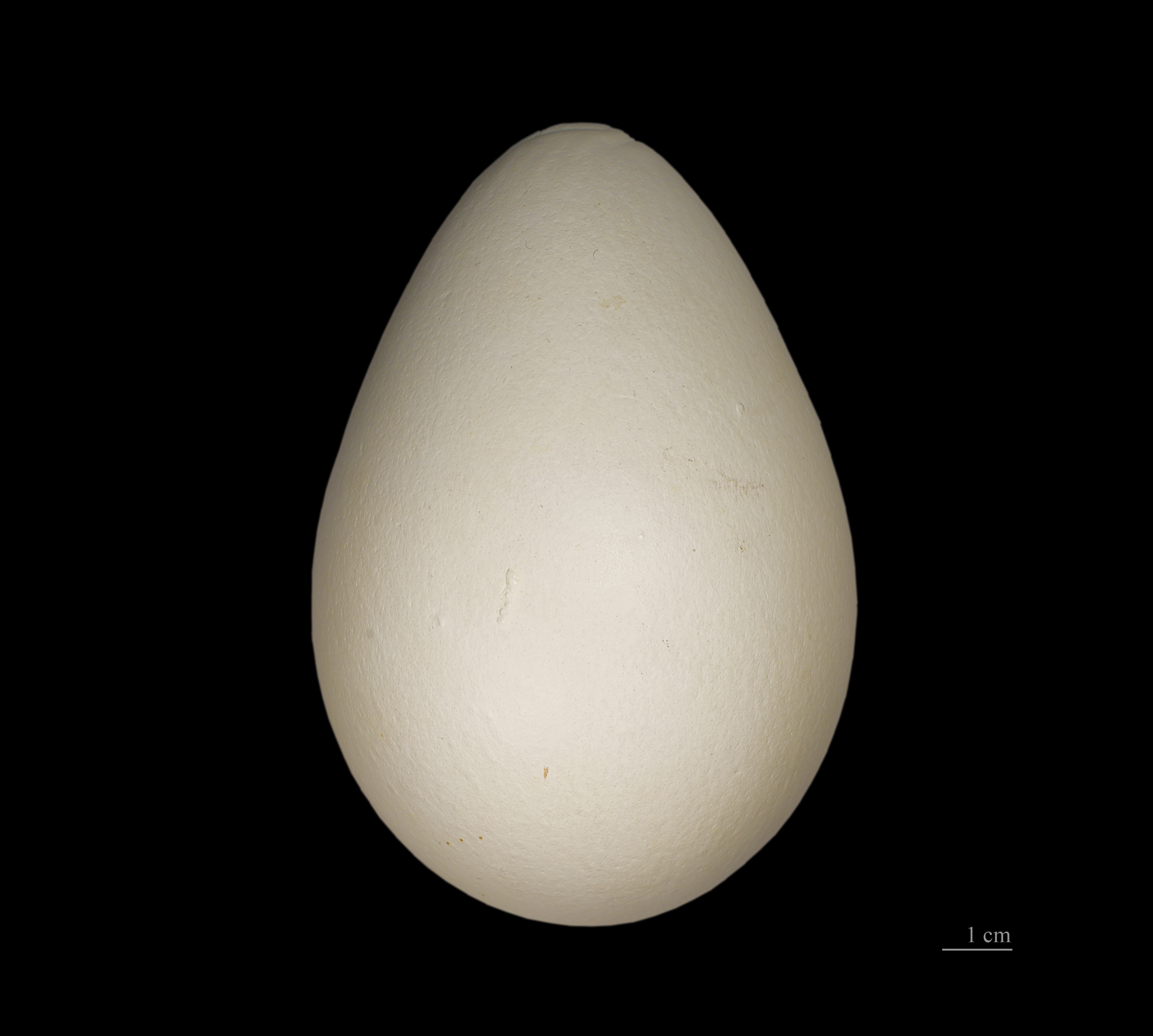
Manchot royal - Muséum de Toulouse